# 남태평양 (1958년 영화)
《남태평양》(영어: South Pacific)은 1958년 개봉한 미국의 로맨틱 뮤지컬 영화이다. 조슈아 로건이 감독을 맡았으며, 제임스 A. 미치너의 단편 및 로저스와 해머스타인이 만든 동명의 뮤지컬을 영화화한 작품이다. 이 영화는 'Happy Talk'이라는 영화 음악으로 잘 알려져 있다.

## 줄거리
2차 세계대전 중 남태평양의 한 섬을 배경으로, 미 해군 간호사 넬리 포부쉬와 프랑스인 농장주 에밀 드 베크의 로맨스가 펼쳐진다. 해병대 장교 조 케이블은 일본군 후방 정찰 임무에 에밀의 도움을 요청하지만, 넬리와 사랑에 빠진 에밀은 이를 거절한다. 한편, 케이블은 발리 하이라는 섬에서 현지 소녀 리앗과 사랑에 빠진다. 넬리는 에밀에게 폴리네시아 여인과의 사이에서 아이들이 있다는 사실을 알고 괴로워하며 떠나고, 케이블은 리앗을 가족에게 데려갈 것을 걱정하여 결혼을 망설인다. 넬리와 헤어져 실의에 빠진 에밀은 케이블과 함께 정찰 임무에 자원한다. 케이블은 임무를 마친 후 리앗과 함께 살기를 희망하지만, 일본군의 공격으로 목숨을 잃는다. 에밀은 살아남아 구조되고, 넬리가 자신의 아이들을 돌보고 있는 모습을 본 후 두 사람은 재회하며 영화는 끝이 난다.